# Oktiabrśke (rejon krasnohwardijski)
Oktiabrśke (ukr. Октябрське, ros. Октябрьское, Oktiabrskoje) – osiedle typu miejskiego na Ukrainie, w Autonomicznej Republice Krymu (de iure stanowiącej integralną część państwa ukraińskiego, w 2014 anektowanej przez Rosję i odtąd funkcjonującej jako Republika Krymu), w rejonie krasnohwardijskim. W 2001 liczyło 10 910 mieszkańców, wśród których 581 wskazało jako ojczysty język ukraiński, 7760 rosyjski, 1989 krymskotatarski, 3 mołdawski, 1 rumuński, 11 białoruski, 11 ormiański, 83 romski, 2 niemiecki, 1 jidysz, a 468 inny. Według spisu ludności przeprowadzonego przez okupacyjne władze rosyjskie populacja w 2014 wynosiła 10 218, a w 2021 - 10 932 osoby.